# Корниловский ударный полк
Корни́ловский уда́рный полк [с 12 (25) июля 1919 года — 1‑й Корни́ловский уда́рный полк] — одна из первых, самая известная и наиболее долго просуществовавшая ударная воинская часть русской армии, в дальнейшем — первый полк Добровольческой армии. Создан на основе ударного отряда 8-й армии Юго-Западного фронта, отличившегося в ходе наступления русской армии летом 1917 года. После Октябрьской революции полк принял участие в боях в Киеве против большевиков и украинских частей. В декабре 1917 года воссоздан в Добровольческой армии. Принимал участие во всех основных боях армии, считался одной из лучших его частей. С весны 1920 года действовал в составе Русской армии генерала Врангеля в Северной Таврии и Крыму. После её поражения эвакуирован в Галлиполи (Турция), затем перевезён в Болгарию, где в 1922 году прекратил своё существование как воинская часть. По мнению историка С. В. Волкова, Корниловский ударный полк представлял собой кадрированную часть вплоть до 1930-х годов.

## История

### Зарождение
В конце апреля 1917 года генерал-лейтенант Л. Г. Корнилов был назначен командующим 8-й армией Юго-Западного фронта. Помощник старшего адъютанта разведывательного отделения штаба 8-й армии Генерального штаба капитан М. О. Неженцев представил ему доклад «Главнейшая причина пассивности нашей армии и меры противодействия ей». Генерал Корнилов поддержал идею Неженцева о создании ударного отряда из «охотников» (то есть добровольцев), который при планируемом наступлении мог бы показать пример армии и увлечь её за собой, а также противодействовать дезертирству и братанию с противником, и приказом от 19 мая (1 июня) 1917 года разрешил формирование 1‑го Ударного отряда при 8‑й армии. Капитан Неженцев смог вызвать с фронта шесть опытных офицеров-добровольцев (среди них — штабс-капитан Скоблин, ставший впоследствии командиром Корниловского ударного полка, а в дальнейшем — начальником Корниловской дивизии), но большинством офицерского состава создаваемого отряда были прапорщики, только что окончившие обучение в школах прапорщиков. Солдат в отряд разрешалось набирать почти исключительно из запасных частей и тыловых учреждений.
Первой сформировали пулемётную команду из слушателей пулемётных курсов при штабе 8-й армии в Черновицах. Затем создание подразделений отряда продолжилось в селе Стрелецкий Кут (Стрелецкие Куты).
К середине июня 1917 года формирование отряда завершилось: он состоял из 2 батальонов по тысяче ударников в каждом, 3 пулемётных команд (600 человек), команды пеших разведчиков (создана из чехов — бывших военнопленных) и отдельной казачьей сотни (для конной разведки) — всего около 3000 человек. Командиром отряда был назначен Генерального штаба капитан Неженцев, начальником штаба — капитан Леонтьев, помощником командира отряда (заместителем) — гвардии капитан Агапов, адъютантом — поручик князь Ухтомский.
10 (23) июня 1917 года 1-й Ударный отряд получил именное шефство генерала Корнилова и боевое красно-чёрное знамя. Отряд стали именовать Ударным отрядом генерала Корнилова или Корниловским ударным отрядом.
Ставший впоследствии известным корниловцем этнический словенец Александр Трушнович, вступивший в полк в качестве славянского добровольца после своего перехода линии фронта из расположения австро-венгерской армии, так описывал цели борьбы, какими их видели корниловцы во главе с Неженцевым:

Мы, корниловцы, знали, что все обстоятельства против нас, и всё же шли против лавины, готовые при этом погибнуть. Чего мы хотели? Первая и главная наша цель была: уберечь Россию от разрушения и колонизации. Мы считали своим долгом выполнить обязательства, принятые Россией по отношению к союзникам, и старались сохранить армию и удержать фронт… Мы видели, что страну возглавили недостойные правители, видели, как разваливается империя, и её части, веками с ней связанные и обязанные ей всем, в трудный час от неё отрекаются. Мы чувствовали, что страну сознательно ведёт к пропасти хорошо организованная группа, располагающая средствами и опытом разрушения. Мы же, корниловцы, были носителями российской идеи, воинами трёхцветного флага. Для нас Россия была священным именем, и о себе лично мы никогда не думали… Мы верили, что русский народ опомнится, что «Русь поймёт, кто ей изменник, в чём её недуг» и ради этого поворотного момента российской смуты хотели сохранить вождя и ядро, к которому могли бы примкнуть русские люди. Корнилов был символом всего русского, всего честного.
— Трушнович А. Р. «Воспоминания корниловца: 1914—1934»

### Участие в боях Первой мировой войны
16 (29) июня 1917 года Корниловский ударный отряд прибыл на станцию Тысменица в Галиции и выдвинулся к линии фронта, заняв бывшие позиции подразделений 1-й Заамурской пограничной пехотной дивизии.

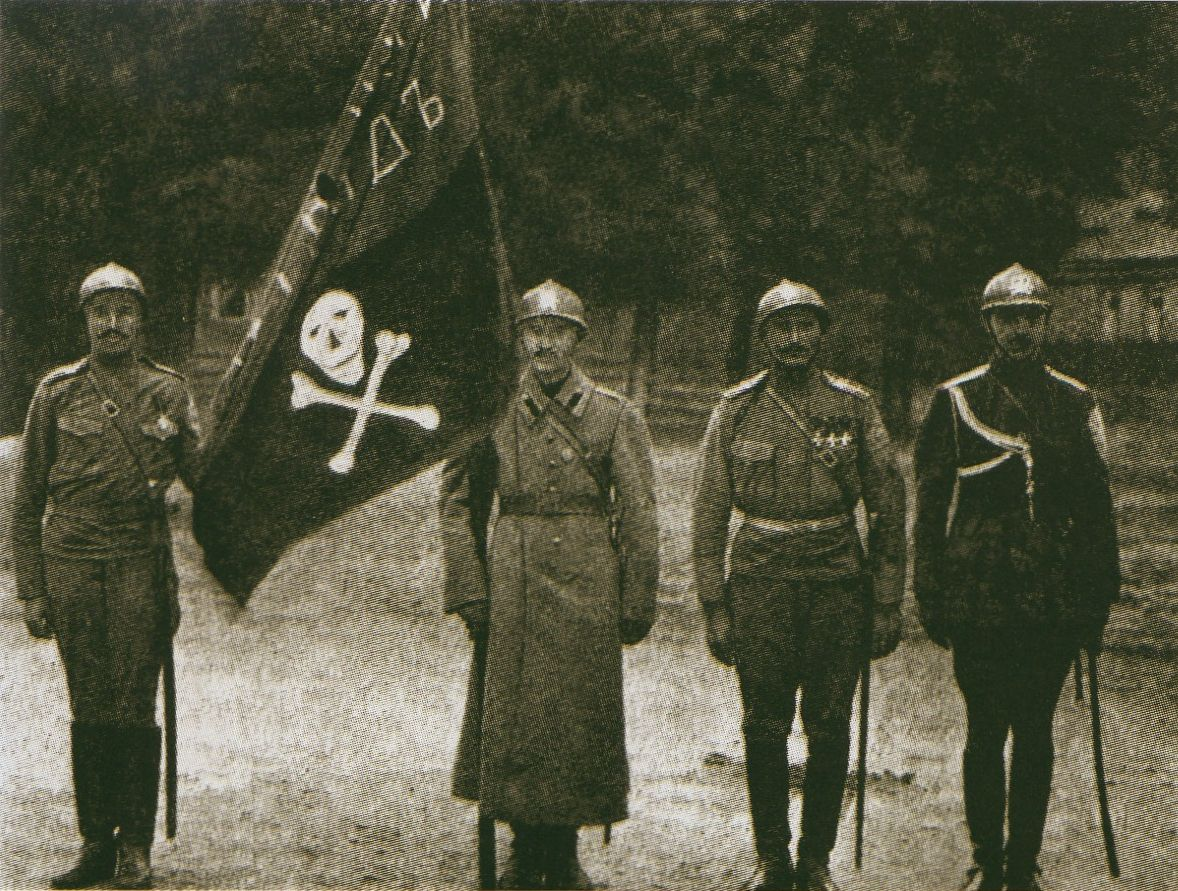
Знамёнщик, ассистенты и адъютант Корниловского ударного полка поручик князь Ухтомский (крайний справа), 1917 год (РГАКФД)

Свой первый крупный бой отряд провёл 25 июня (8 июля) 1917 года у сёл Ямница и Павельче, севернее города Станиславова, во время большого летнего наступления русской армии. В этом бою отряд выполнил поставленную задачу — прорвал три линии обороны австро-венгерской армии, занял село Ямница и захватил много трофеев.
В бой отряд пошёл в следующем составе: 87 офицеров (из них 55 — прапорщики), 1763 рядовых и унтер-офицеров, знамённый взвод, три пулемётных команды, команда пеших разведчиков, сотня донских казаков, команда связи, а также миномётная команда. Несмотря на крупные потери (убитыми и ранеными отряд потерял в этом бою 24 офицера и 506 ударников), приказ был выполнен — вражеская оборона прорвана. Ударники взяли в плен более 800 солдат и 26 офицеров противника, а также захватили 6 орудий. В конце дня, когда корниловцы расположились на отдых после боя, им пришлось выдержать вражескую штыковую контратаку — не успев построиться, корниловцы бросились вперёд, и отбросили противника, однако более 100 ударников погибли в рукопашной схватке.
За отличное выполнение приказа командования офицеры отряда были представлены к наградам: капитан Неженцев, подпоручик Лахтионов и прапорщик Мазин — к ордену Святого Георгия 4-й степени, 11 офицеров — к ордену Святого Владимира 4-й степени с мечами и бантом, 1 офицер — к ордену Святой Анны 2-й степени с мечами, 24 офицера — к ордену Святой Анны 4-й степени с надписью «За храбрость». Все солдаты-ударники получили Георгиевские кресты, а обе сестры милосердия — Георгиевские медали 4-й степени.
В дальнейшем отряд стали перебрасывать на различные опасные участки фронта. Помимо этого, Корниловский ударный отряд, как и другие ударные батальоны, использовался командованием в качестве заградительного отряда и для наведения порядка в ближайшем тылу фронта, в том числе и для задержания дезертиров. Бывали случаи неповиновения приказам и в самом отряде (за это расформировали одну из его рот).

### Развёртывание в полк
22 июля (4 августа) 1917 года Корниловский отряд передислоцировали для пополнения и отдыха в место формирования всех ударных частей Юго-Западного фронта — район города Проскурова, где он приступил к развёртыванию в полк (тогда создавались сразу два ударных полка — 1‑й ударный революционный полк и Корниловский ударный полк). К этому времени в отряд влились две небольшие части — Пермский батальон чести поручика Канышевского и Легион смерти поручика Кондратьева.
11 (24) августа 1917 года последовал приказ Верховного главнокомандующего генерала от инфантерии Л. Г. Корнилова № 796, в котором говорилось:

«Корниловский ударный отряд считать переформированным в четырёхбатальонный полк с 1-го августа с/г [сего года]».

Командиром полка был назначен Генерального штаба капитан Митрофан Неженцев.
Исходя из текста приказа Верховного главнокомандующего, предполагалось, что первоначально (до выработки особого штата) Корниловский ударный полк будет иметь в своём составе 4 батальона, а также пулемётную роту (из 4‑х пулемётных команд), отдельную казачью сотню из добровольцев 38-го Донского казачьего полка (для конной разведки) и полковые команды. Кроме того, намечалось создание при 21-й запасной бригаде запасного батальона полка 4-ротного состава. Корниловский ударный полк и его запасный батальон должны были комплектоваться исключительно из добровольцев тыла, запасных частей и частей, не входящих в состав армейских корпусов.
В конце августа 1917 года под видом переброски полка на Северный фронт его перевели в город Могилёв, где находилась Ставка Верховного главнокомандующего (генерал Корнилов собирал верные части, на которые он мог бы опереться в случае своего выступления против Временного правительства). 25 августа Верховный главнокомандующий генерал Корнилов провёл смотр полка. Во время последовавшего конфликта между генералом и Временным правительством, полк вынужденно остался в Могилёве.
С начала сентября 1917 года корниловцы совместно с текинцами формально охраняли арестованного генерала Корнилова и его сподвижников в гостинице «Метрополь» города Могилёва. Причём, по свидетельству очевидца, почти ежедневно можно было видеть следующую картину: «Корниловский ударный полк… проходил церемониальным маршем… мимо гостиницы: офицеры салютовали ген. Корнилову, стоявшему и смотревшему на своих „корниловцев“ из окна». За открытую демонстрацию симпатий к арестованному генералу полк был выведен из Могилёва и отправлен обратно на Юго-Западный фронт.

### В составе Чехословацкого корпуса
После ареста генерала Корнилова само существование полка оказалось под реальной угрозой. Полк, носящий имя генерала Корнилова, мог быть расформирован, и армейское руководство постаралось сохранить его. Генерал Алексеев телеграфировал А. Ф. Керенскому: «В составе наших вооружённых сил имеется корниловский ударный полк трёхбатальонного состава, успевший за короткое время своего существования заслужить себе почётное имя своей доблестью в боях… Полагал бы соответственным, не расформировывая этой прочной духом части, отправить её или во Францию, или в Салоники, или в крайности на Кавказский фронт…»
По настоянию А. Ф. Керенского приказом начальника Штаба Верховного главнокомандующего генерал-лейтенанта Духонина от 10 (23) сентября 1917 года № 501 Корниловский полк был переименован в 1-й Российский ударный полк. Также по инициативе Керенского командиру полка Неженцеву пришлось подать генералу Нисселю во французскую военную миссию прошение о переброске возглавляемого им полка на Западный фронт во Францию. Однако, к удовлетворению Неженцева, в связи с тем, что его полк французам не понадобился, корниловцы остались в России.
Непростую ситуацию с дальнейшей судьбой полка помог разрешить будущий президент Чехословацкой республики Томаш Масарик, который в сентябре 1917 года находился при Ставке Верховного главнокомандующего, занимаясь созданием «Гуситского корпуса» из пленных чехов и словаков. Масарик провёл переговоры с Неженцевым, обсудив вопросы реорганизации полка и его пополнения. В конечном итоге, очередным приказом начальника Штаба Верховного главнокомандующего генерала Духонина от 30 сентября (13 октября) 1917 года № 636 полк вновь переименовали — теперь уже в Славянский ударный полк и прикомандировали к 1‑й Чешско-Словацкой стрелковой дивизии, находившейся на Юго-Западном фронте.

### Участие в боях в Киеве в октябре 1917 года и расформирование полка
25 октября (7 ноября) 1917 года в Петрограде произошло вооружённое восстание большевиков. Ожидалось, что большевики попытаются занять и другие крупные российские города, в том числе и Киев, где ситуация осложнялась наличием украинских националистов, так же претендовавших на власть. В связи с этим командование Киевского военного округа во главе с генералом М. Ф. Квецинским обратилось к руководству Юго-Западного фронта о выделении воинских частей для поддержания порядка в городе Киеве. По просьбе помощника комиссара Временного правительства при штабе Юго-Западного фронта Григорьева исполняющий обязанности командира 1-й Чешско-Словацкой дивизии полковник Мамонтов направил в город сводный отряд в составе несколько частей и подразделений, среди которых был и Славянский ударный полк (около 600—800 штыков).
29 октября (11 ноября) 1917 года основная часть сводного отряда прибыла в Киев, где разместилась в зданиях военно-учебных заведений. Славянский ударный полк остановился в Константиновском военном училище.
Восстание в Киеве началось вечером того же дня. Отряд рабочих Киевского арсенала и солдаты 3-го авиапарка атаковали Константиновское училище и артиллерийские склады. Атака на училище была отбита, однако корниловцы и юнкера, находившиеся в Константиновском училище, оказались под артиллерийским обстрелом 1-го конно-горного артиллерийского дивизиона, который перешёл на сторону большевиков. Корниловцы с юнкерами атаковали батарею, но после неудачного боя вынужденно отошли: юнкера — к училищу, а ударники — в расположенный напротив манеж.
Затем состоялось экстренное заседание комитета Славянского ударного полка — в результате принята резолюция о том, что полк «прибыл в Киев не для политической и национальной борьбы, а для подавления анархических выступлений толпы и отдельных лиц». Также было заявлено, что полк никогда не выступал против Украинской центральной рады и признанных Временным правительством украинских воинских частей. И далее шла просьба о содействии возвращению Славянского полка на фронт.
Однако утром 30 октября (12 ноября) бои возобновились: ударники совершили несколько вылазок против обстреливавших их большевистских отрядов. К полудню к восставшим присоединились две сотни солдат из Украинского Георгиевского полка, что заметно увеличило силы большевиков. Позднее ударники и юнкера военных училищ и школы прапорщиков попытались захватить штурмом Арсенал и его мастерские.
Между тем руководство Русского отдела Чехословацкого национального совета видя, что чехословацкие части втянулись в уличные бои в Киеве, потребовало немедленного вывода их из города. Ночью 31 октября (13 ноября) 1917 года начался постепенный отвод чехословацких частей. При этом чехословацкие роты Славянского ударного полка получили приказ от комиссара Чешско-Словацкого (Чехословацкого) корпуса присоединиться ко 2-му Чешско-Словацкому полку, однако они отказались выполнить этот приказ и остались, чтобы поддержать ударников и юнкеров.
Пока шли напряжённые бои между частями, верными Временному правительству, и большевиками власть в городе фактически перешла к Украинской центральной раде. Комиссар Чехословацкого корпуса Макса договорился с её представителями о перемирии и выводе чехословацких частей из Киева.
Несмотря на то, что бои в Киеве начали стихать, ситуация в районе Константиновского училища оставалась напряжённой. Большевики обстреляли тяжёлой артиллерией здание училища, а затем предложили свободный выход чехам в обмен на выдачу русских офицеров и юнкеров, но также получили отказ. После состоялись переговоры представителя Юго-Западного фронта Григорьева с большевиками — в итоге достигнуто соглашение о том, что ударники и юнкера оставляют здание Константиновского училища и покидают город. При этом командир полка Неженцев занял твёрдую позицию — не выводить из Киева полк, пока не будет отправлено в Екатеринодар Константиновское военное училище (одновременно успела покинуть город и 3-я Киевская школа прапорщиков). Кроме того, Неженцев отверг предложение начальника украинского штаба Павленко о переходе полка в подчинение Центральной раде.
По возвращении полка к месту дислокации 1-й Чешско-Словацкой дивизии ситуация изменилась — Славянский ударный полк получил приказ о расформировании. Предполагалось, что русские солдаты демобилизуются, а чешские роты присоединятся к создаваемому 4-му Чешско-Словацкому стрелковому полку.

«После прочтения приказа в расположении ударного полка началось активное движение. Движение активное, но безрадостное, поскольку полк доживал последний день… Демобилизованные солдаты получили документы, некоторые пьяные „в дым“ уходили на вокзал…».

После ухода чехословацких рот в строю осталось всего около 260 ударников. Было решено отправиться на Дон. При этом корниловцы стремились взять с собой как можно больше оружия и боеприпасов (правда, в итоге бо́льшую часть оружия пришлось оставить на месте), а командир полка Неженцев снял полковое знамя с древка и спрятал его под своим кителем.

### Восстановление полка, его участие в Гражданской войне в России

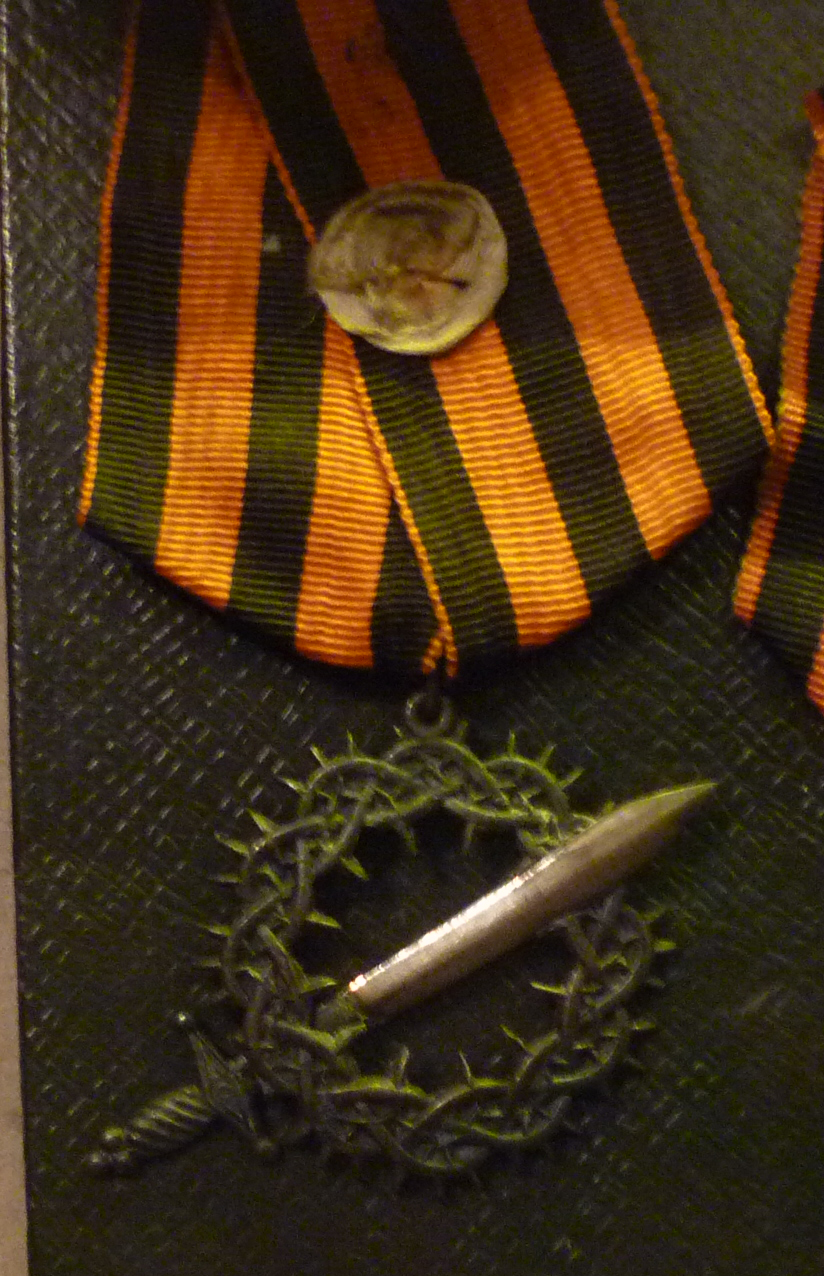
Знак 1-го Кубанского (Ледяного) похода, 1918 год

После захвата власти большевиками чины полка отдельными группами и поодиночке пробирались в создаваемую на Дону Добровольческую армию. 19 декабря 1917 (1 января 1918) года в Новочеркасск прибыл основной эшелон полка (к началу 1918 года на Дону собралось уже 50 офицеров и до 500 солдат). В результате М. О. Неженцев в конце декабря 1917 года восстановил Корниловский полк в составе Добровольческой армии.
Свои первые бои в рядах Добровольческой армии против наступавшей на Ростов-на-Дону группы советских войск под командованием Р. Ф. Сиверса вели на Таганрогском направлении попеременно сводная (128 штыков при 4 пулемётах; командир — капитан Скоблин) и офицерская (120 человек; командир — штабс-капитан Заремба) роты Корниловского полка (всего при обороне Ростова полк потерял 100 человек убитыми и ранеными).
В ночь на 10 (23) февраля 1918 года части малочисленной Добровольческой армии покинули Ростов, выступив в 1-й Кубанский («Ледяной») поход.
В самом начале похода, 11—13 февраля (24—26 февраля), в станице Ольгинской при реорганизации Добровольческой армии в состав полка вошли офицерский имени генерала Корнилова батальон полковника Симановского (4 роты; около 500 штыков), ставший 1-м батальоном полка, и Георгиевская рота (100 человек) полковника Кириенко, составившая 3-й батальон полка. Корниловский полк под командованием произведённого в полковники М. О. Неженцева развернулся в три батальона и насчитывал теперь 1220 человек, треть из которых составляли офицеры (в качестве тяжёлого вооружения в полку имелось 12 пулемётов).
Командование Корниловского ударного полка на февраль 1918 года: командир полка — полковник Неженцев, помощник командира полка — капитан Скоблин, полковой адъютант — поручик князь Ухтомский, начальник хозяйственной части — капитан Гавриленко.
Состав полка:
1-й (Офицерский) батальон — командир полковник Булюбаш
- 1-я Офицерская рота — командир капитан Миляшкевич;
- 2-я Офицерская рота — командир штабс-капитан князь Чичуа;
- 3-я Офицерская рота — командир штабс-капитан Пух[комм. 6];
- 4-я Офицерская рота — командир капитан Пиотровский;

2-й батальон — командир полковник Мухин
- 5-я рота — командир штабс-капитан Томашевский;
- 6-я рота — командир штабс-капитан Петров;
- 7-я рота — командир поручик Салбиев;

3-й батальон — командир полковник Индейкин
- 9-я рота — командир капитан Лызлов;
- 10-я рота — командир штабс-капитан Мамыкин[комм. 7][2][6].

В полку также имелись пулемётная рота (командир — есаул Милеев, помощник командира — капитан Рябинский) и команда связи (начальник — капитан Морозов).
Части Добровольческой армии двинулись в направлении Екатеринодара, центра Кубанской области, которое происходило в тяжёлых погодных условиях (частые перепады температуры, сильные ветры с дождём и снегом), при этом велись постоянные ожесточённые бои. Особенно крупные потери Корниловский полк понёс у станицы Кореновской и при переходе реки Белой — до 150 и около 200 человек убитыми и ранеными соответственно. Впоследствии один из «первопоходников» вспоминал: «Мы шли, повинуясь крику сердца, за обманутый народ, за распятую Россию, не строя политических целей и не зная, как долог будет наш страдный путь».
14 (27) марта 1918 года части Добровольческой армии соединились с Кубанским отрядом генерала Покровского. В результате нового переформирования армии Корниловский полк включили во 2‑ю пехотную бригаду (ей командовал генерал Богаевский). В него влились юнкера Константиновского военного училища (их направили в 3‑ю офицерскую роту), кроме того, получено пополнение от кубанцев. В целом численный состав полка, даже с учётом пополнения, к этому времени сильно уменьшился — до 1000 штыков.
24 марта (6 апреля) Корниловский полк отличился при взятии частями Добровольческой армии станицы Георгие-Афипской и одноимённой железнодорожной станции, где был разгромлен 5-тысячный отряд советских войск. Через четыре дня полк проводит блестящую контратаку (с развёрнутым знаменем и оркестром) около станицы Елизаветинской, отбросив крупные силы противника.
При неудачном штурме Екатеринодара в конце марта 1918 года Корниловский полк понёс громадные потери. Несмотря на что полк дважды в эти дни пополнялся кубанскими казаками, после нескольких дней непрерывных боёв в строю остались только 67 человек (потери убитыми и ранеными — 1583 человека). 30 марта (12 апреля) 1918 года в бою был убит командир Корниловского полка полковник Неженцев, а на следующий день — 31 марта (13 апреля) — при артиллерийском обстреле погиб шеф полка — генерал Корнилов. Командиром полка назначили полковника Кутепова.
После гибели Корнилова командование Добровольческой армией принял генерал-лейтенант Деникин, который ввиду значительного численного превосходства противника, больших потерь и недостатка боеприпасов отменил намечавшийся решающий штурм Екатеринодара. Армия начала отход на север, к Дону. При этом значительная часть последнего пополнения из кубанцев разошлась по домам, а некоторые чины армии просто покинули её. Однако по пути следования Добровольческой армии в казачьих станицах вновь было набрано пополнение, в том числе и для Корниловского полка.
Всего за время 1-го Кубанского похода Корниловский ударный полк потерял 2229 человек убитыми и ранеными.
По окончании похода полк расположился на отдых и пополнение в станице Мечётинской (юг Области Войска Донского). В это время закончился четырёхмесячный срок контракта, на который первые добровольцы поступали на службу в Добровольческую армию. Командирам частей было предложено объявить об этом с предложением несогласным на продолжение службы подать рапорт об уходе. В течение месяца полк пополнялся и ежедневно проводил занятия. Прибывали отпускные и выздоравливавшие от ран, поступали новые добровольцы. Из оставшихся в строю чинов 1-го офицерского батальона сформирована 1-я офицерская имени генерала Корнилова рота. Также воссоздан 2-й батальон Корниловского полка, который набрали в основном из кубанских казаков.
В начале июня 1918 года в Добровольческой армии прошла новая реорганизация: была сформирована 2-я дивизия (начальник — генерал-майор Боровский), в которую включили и Корниловский полк.
9 (22) июня 1918 года отдохнувшая и усилившаяся Добровольческая армия начала 2-й Кубанский поход. 12 (25) июня Корниловский ударный полк стремительной атакой взял стратегически важную станцию Торговая. Однако в этот же день, в бою около станции Шаблиевка, севернее Торговой, был смертельно ранен генерал Марков, начальник 1‑й дивизии Добровольческой армии. Полковника Кутепова назначили на его место, а командиром Корниловского полка стал полковник Индейкин. Так как на момент своего назначения он находился в связи с ранением в госпитале в Новочеркасске, то во временное командование полком вступил капитан Скоблин. При нём в Торговой закончилось формирование 3‑го батальона Корниловского полка (4-ротного состава), его командиром назначен полковник Ильин.
В конце июня Корниловский ударный полк участвует в рейде дивизии генерала Боровского на станицу Ильинскую. Затем он был задействован в операции по разгрому крупной группировки советских войск в районе станции Тихорецкой (добровольцами захвачены 3 бронепоезда, аэроплан и 50 орудий). Далее полк вносит свой вклад при овладении частями 2‑й дивизии важного железнодорожного узла — станции Кавказской. Развивая этот успех корниловцы двигаются вперёд и занимают станцию Гулькевичи, а затем утром 14 (27) июля и город Армавир (правда, через несколько дней полк отходит назад, к станции Кавказской). Недалеко от станции Ладожской корниловцы штурмом берут бронепоезд (их трофеи — 6 орудий и 20 пулемётов).
Далее полк в течение месяца участвует в боях в районе Ставрополя, ранее отбитого у красных партизанским отрядом А. Г. Шкуро (особенно упорные бои проходили у Сенгилеевки и Терновки). За отличие в этих кровопролитных боях генерал Деникин, посетивший город, передаёт Корниловскому полку в знак благодарности список иконы Иверской Божьей Матери.
2 (15) сентября 1918 года полк после ожесточённого боя занимает вместе с другими частями 2‑й дивизии генерала Боровского станицу Невинномысскую (через несколько дней корниловцам пришлось повторно брать эту станицу). В это же время три роты Корниловского полка участвуют в операции по повторному взятию Армавира. Позднее при контрнаступлении советских войск бойцам полка пришлось отступать, ведя тяжёлые бои и неся чувствительные потери.
В октябре ухудшилась обстановка под Ставрополем, и корниловцев снова перебрасывают для защиты города. Полк на тот момент был достаточно хорошо укомплектован: офицерская рота (250 штыков), три батальона, а также около 30 пулемётов и даже своя артиллерия. 14 (27) октября Корниловский полк прошёл маршем по Ставрополю. В ходе последовавшего в тот же день боя корниловцы понесли огромные потери (более 600 человек убитыми и ранеными). На следующий день части советской Таманской армии вошли в город. После оставления Ставрополя подразделения Корниловского полка заняли позицию у села Пелагиада, немного севернее города.
22 октября (4 ноября) 1918 года Добровольческая армия перешла в наступление. Корниловцам удалось выбить советские части из Пелагиады, взяв до одной тысячи пленных, и даже подойти к самому Ставрополю.
31 октября (13 ноября) в бою под селом Пелагиада погибает командир полка полковник Индейкин. На его место назначен капитан Скоблин, произведённый в полковники. Корниловский полк к тому времени состоял всего из 220 человек, а через несколько дней в строю осталось лишь 117 человек. Полк отправили в Екатеринодар на отдых и пополнение.
За 2-й Кубанский поход Корниловский полк из-за больших потерь по сути трижды сменил свой состав. Всего с начала похода и до 1 (14) ноября 1918 года он потерял 2693 человека убитыми и ранеными.
В конце 1918 года пополнившийся и отдохнувший Корниловский полк отправлен во вновь занятый Добровольческой армией Ставрополь. Затем полк включили в состав отряда полковника Бабиева. Этот отряд провёл удачный рейд на селения Казгулак (здесь взято в плен до 600 красноармейцев; почти все из них пополнили Корниловский ударный полк) и Овощи.
С 16 (29) января 1919 года Корниловский ударный полк находился в составе 1‑й дивизии Добровольческой армии. При этом к 1 (14) января 1919 года он насчитывал 1500 человек.
В январе 1919 года Корниловский полк перебрасывают из Минеральных Вод (Северный Кавказ) на Донбасс, где он четыре месяца участвует в тяжёлых боях, действуя в отряде генерала Май-Маевского (позднее 2-го армейского корпуса).
20 января (2 февраля) 1919 года 3‑й батальон полка при поддержке бронепоезда «Ермак» и одного орудия 1‑й генерала Маркова батареи с боем занимает станцию Дебальцево. Затем этот же батальон ведёт оборону Дебальцевского железнодорожного узла при поддержке 4-орудийной артиллерийской батареи.
22 января (4 февраля) батальон Корниловского полка совместно с батальоном 1‑го Офицерского генерала Маркова полка берут станцию Логвиново. Далее этот отряд внезапной атакой захватывает воинский эшелон противника на станции Попасная, при этом в плен сдаются 1000 красноармейцев, а в качестве трофеев взяты 2 орудия и 32 пулемёта. На следующий день сводный отряд (1-й батальон корниловцев и 2-й батальон Марковского полка) при поддержке артиллерии после небольшого боя занимает станцию Камышеваха (оставлена через несколько дней, также как и Попасная и Логвиново).
В конце января на усиление Дебальцевского отряда прибыл штаб Корниловского ударного полка с командой пеших и конных разведчиков и комендантской командой. В свою очередь, 3-й батальон полка берёт штурмом станцию Алмазная.
29 января (11 февраля) благодаря 3-му батальону Корниловского полка удалось отбить сильное наступление советских войск на Дебальцево. 7 (20) февраля две роты корниловцев осуществили набег на станцию Мануиловка (Мануйловка), захватив два вражеских бронепоезда.
11 (24) февраля 2-й батальон Корниловского полка эшелоном прибыл на станцию Ясиноватая. 13 (26) февраля он вместе с приданной артиллерией занял станцию Константиновка. Затем до конца февраля в ходе боёв эта станция не раз переходила то белым, то красным.
2 (15) марта 1919 года советские части, совершив глубокий обход с северо-запада, после короткого боя вновь заняли Дебальцево. Корниловский полк вместе с артиллерией отвели к станции Хацепетовка. 5 (18) марта подразделения Корниловского и Марковского полков вернули Дебальцево под контроль Добровольческой армии. Затем 13 (26) марта, после неудачного боя на участке 1-го Офицерского генерала Маркова полка, Корниловский полк получил приказ отойти в район станции Енакиево. В конце марта — начале апреля, при наступлении советских войск, Енакиево было оставлено, однако в середине апреля подразделения Корниловского полка вновь берут этот населённый пункт. Через несколько дней Енакиево опять заняла Красная армия, и к концу апреля подразделения Корниловского полка находились на позициях в районе станции Харцызск и села Зуевка.
Всего в январе — апреле 1919 года полк участвовал в 57 боях в Донбассе, при этом потерял свыше 3300 человек убитыми и ранеными (среди них — 75 офицеров на должностях командиров батальонов и рот и более 680 офицеров, служивших в качестве рядовых). Для восполнения потерь при Корниловском ударном полку был сформирован запасный полк, кроме этого, в состав полка влили малочисленный 4-й Воронежский полк (120 человек).
С середины мая 1919 года Корниловский ударный полк, как и вся 1‑я дивизия, числится в составе 1‑го армейского корпуса (командир — генерал А. П. Кутепов).
С 13 (26) мая Корниловский полк участвует в общем наступлении частей Вооружённых сил на Юге России (ВСЮР) на Донбассе. Подразделения полка, усиленные артиллерией, к вечеру того же дня занимают станции Щебёнка и Енакиево, а затем 15 (28) мая — Дебальцево, 18 (31) мая — станцию Алмазную. Далее полк эшелоном перебрасывают на станцию Камышеваха, где он продолжил свои наступательные действия.
Позднее, развивая наступление войск ВСЮР в северном направлении, 7 (20) июня полк без боя берёт город Волчанск, а 10 (23) июня Корниловский ударный полк совместно с 1-м Офицерским генерала Маркова полком занимает Белгород. Затем полк участвует в так называемом «походе на Москву» — наступательной операции Вооружённых сил на Юге России с целью разгрома войск советского Южного фронта и в дальнейшем овладения городом Москвой.
25 июня (8 июля) 1919 года в Белгород прибыл главнокомандующий Вооружёнными силами Юга России генерал Деникин, который принял здесь парад войск ВСЮР. В этом параде приняла участие офицерская рота Корниловского ударного полка.
В июле 1919 года с участием офицерских кадров, выделенных Корниловским ударным полком, в Ростове-на-Дону создаётся 2-й Корниловский ударный полк, а полк-прародитель стал именоваться 1‑м Корниловским ударным полком (в июле — августе 1919 года в Харькове формируется также 3-й Корниловский ударный полк).
1 (14) августа 2-й батальон 1-го Корниловского полка при поддержке артиллерийской батареи марковцев овладел станцией и селом Прохоровка.
7 (20) сентября 1919 года 1-й и 2-й батальоны 1-го Корниловского полка вместе с двумя взводами 1-й генерала Маркова артиллерийской батареи, а также часть подразделений 2-го Корниловского полка после небольшого боя заняли город Курск и пригородную Ямскую слободу с находившейся там железнодорожной станцией. Столь быстротечное взятие Курска связано со следующими обстоятельствами: накануне, 6 (19) сентября, подразделения 1-го и 2-го Корниловских полков при участии сводного батальона 80-го пехотного Кабардинского полка и активной огневой поддержке артиллерии прорвали укреплённую линию обороны советских войск недалеко от города, выйдя к предместьям Курска. Кроме этого, в ночь на 7 (20) сентября крайне удачный рейд на железнодорожную станцию близ Курска совершили три бронепоезда Добровольческой армии, в ходе ожесточённого боя серьёзно повредив один бронепоезд красных и захватив другой.
В середине сентября 1919 года 1-й Корниловский ударный полк насчитывал 2900 человек при 120 пулемётах. В составе полка имелись три батальона, офицерская рота, команда пеших разведчиков, конный эскадрон для связи, а также лёгкая артиллерийская батарея. В качестве усиления полку были приданы две лёгкие артиллерийские батареи, одна батарея гаубиц и три бронепоезда: «Иоанн Калита», «Генерал Корнилов» и «Офицер» (по другим данным, полку тогда придавались 5 бронепоездов). Как и во всей Добровольческой армии, пополнения в полк теперь поступали из трёх источников: из числа добровольцев (в отличие от ситуации 1918 года, этот источник перестал быть основным), по мобилизации и из пленных или добровольно перешедших на сторону белых.
20 сентября (3 октября) 1-й Корниловский ударный полк после упорных боёв взял город Малоархангельск.
27 сентября (10 октября) полк нанёс поражение 55-й стрелковой дивизии Красной армии в районе села Грязного, захватив несколько тысяч пленных (позднее взят в плен и исполняющий обязанности начальника 55-й стрелковой дивизии А. В. Станкевич, который затем был повешен корниловцами).
30 сентября (13 октября) 1919 года 1‑й Корниловский ударный полк совместно со 2‑м и 3‑м Корниловскими полками принимает участие во взятии города Орла (откликаясь на это событие командующий Добровольческой армией генерал Май-Маевский прислал телеграмму: «Орёл — орлам!»).
Однако ещё утром 28 сентября (11 октября) 1919 года Ударная группа советской 13‑й армии начала наступление на орловско-курском направлении (основу Ударной группы составило одно из самых боеспособных соединений Красной армии — Латышская стрелковая дивизия). В ночь на 2 (15) октября 2-я бригада Латышской дивизии взяла город Кромы, угрожая флангам и тылам Корниловской ударной бригады, ранее занявшей Орёл. Продвижение Ударной группы создало для войск ВСЮР опасность окружения, поэтому 7 (20) октября они оставили Орёл, куда затем вошли советские войска. 1-й Корниловский ударный полк отошёл вместе с 3-м Корниловским полком к станции Стишь.
14 (27) октября 1919 года Корниловская бригада из состава 1‑й пехотной дивизии Добровольческой армии, включавшая 1—3‑й Корниловские полки, была развёрнута в Корниловскую ударную дивизию.
После поражения под Орлом и Воронежем части Добровольческой армии начали отступление на юг. Всего за время Орловско-Кромского сражения 1‑й Корниловский ударный полк потерял 750 человек убитыми и ранеными.
Ноябрь — декабрь 1919 года — отступление с боями частей Корниловской дивизии (в том числе и 1‑го Корниловского полка) через Курск, Белгород, Харьков и Донбасс в направлении Ростова-на-Дону. Затем части ВСЮР (прежде всего Добровольческого корпуса) предприняли неудачную попытку обороны Ростова и прилегающего района. Оказавшись в районе Нахичевани-на-Дону корниловские части были отрезаны от основных переправ, но 1-й и 2-й Корниловский полки успели пробиться к наплавному мосту и перейти на левый берег Дона (3-й полк переходил реку уже по льду).
В декабре 1919 года в городе Азове на основе офицерского кадра и запасного батальона 1‑го Корниловского ударного полка (преимущественно из шахтёров Донецкого угольного бассейна) сформирован 4‑й Корниловский ударный полк.

### 1920 год. Последние бои и эмиграция

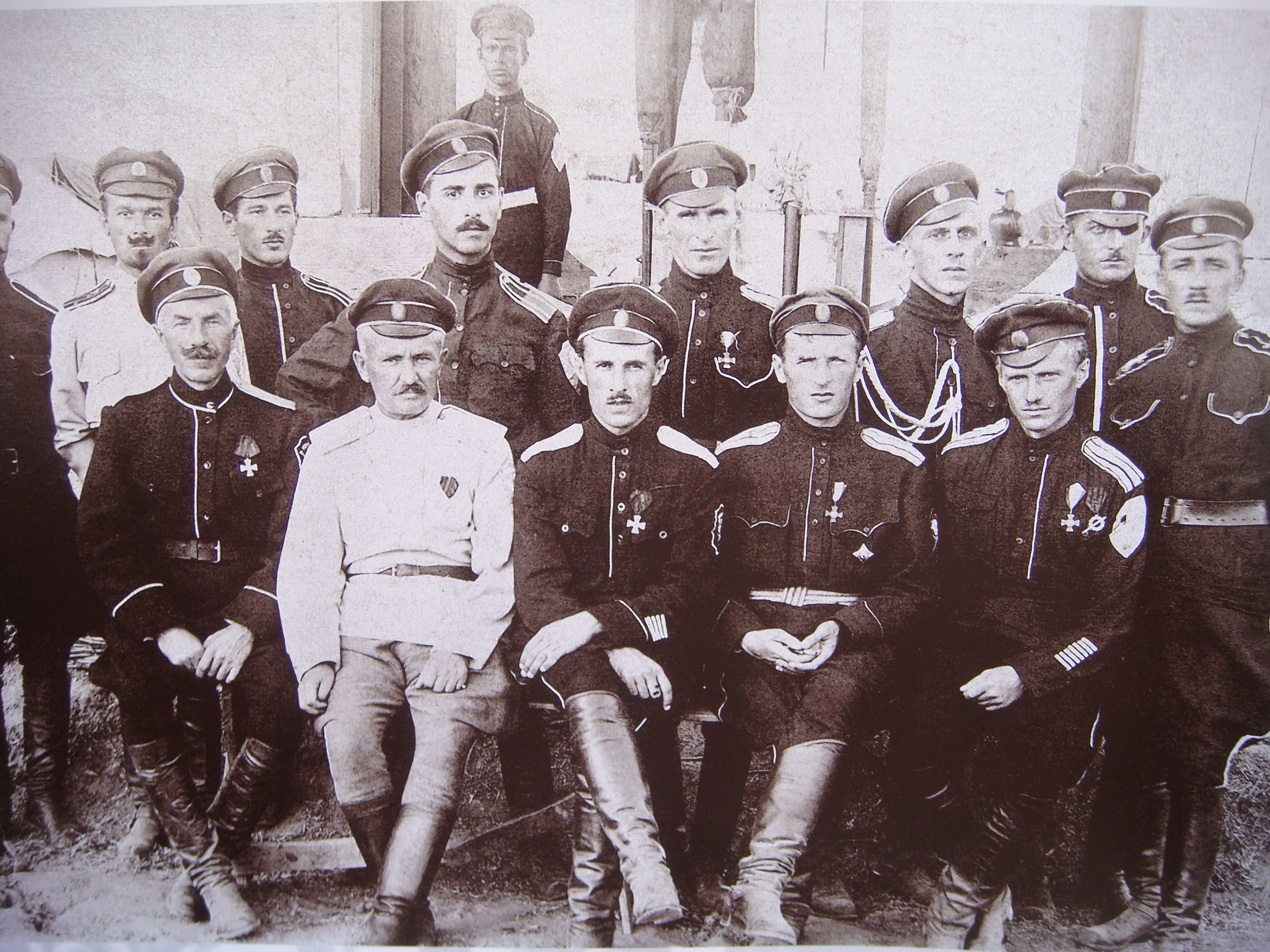
Офицеры Корниловского полка в Галлиполи, 1921 год

В первой половине января 1920 года 1‑й Корниловский полк совместно с другими частями Добровольческого корпуса и казаками ведёт оборонительные бои с наступающими силами Красной армии (прежде всего с 1-й конной армией С. М. Будённого) в районе Батайска. В одном из боёв был дважды ранен командир полка полковник Гордеенко.
11 (24) января Корниловская дивизия отведена на некоторое время в резерв, а в начале февраля снова переброшена на фронт.
6 (19) февраля началось наступление Добровольческого корпуса генерала Кутепова. 1-й Корниловский полк вместе с другими частями корпуса в ночь на 7 (20) февраля выдвинулся в направлении на Ростов-на-Дону. Ударники перешли реку Дон по льду у станицы Гниловской (западнее Ростова), а затем в результате неожиданной атаки захватили в плен бойцов Бахчисарайского полка имени Ленина, а также бронепоезд, артиллерийские орудия и пулемёты. 8 (21) февраля, после уличных боёв, 1‑й и 2‑й Корниловские полки заняли Ростов-на-Дону. В ходе всей операции корниловцами в качестве трофеев были захвачены 13 орудий, 74 пулемёта, 3 бронепоезда и до тысячи пленных (потери непосредственно 1-го Корниловского полка — до ста человек убитыми и ранеными).
Однако в связи успешным наступлением советской 1-й конной армии, уже через два дня части Корниловской дивизии (без 3-го полка, который в это время находился в Екатеринодаре, а позднее понёс серьёзные потери у станицы Елизаветинской) вновь покинули Ростов, двинувшись за Дон, на юг к Новороссийску. 5 (18) марта они перешли реку Кубань, а 13 (26) марта подошли к конечной цели маршрута — Новороссийскому порту (далее предстояла эвакуация в Крым).
Пароход «Корнилов» с чинами Корниловской дивизии прибыл вначале в Феодосию (там осталась Корниловская артиллерийская бригада), а затем достиг Севастополя. На пристани их встречал бывший командующий Добровольческой армией генерал Май-Маевский.
Корниловские полки были размещены в Симферополе, там они отдохнули и привели себя в порядок. Далее Корниловскую дивизию перебросили на Перекоп, где она заняла оборонительные позиции на Перекопском (Турецком) валу. В это время 1-й и 2-й Корниловские полки пополнили бойцы расформированной 1-й морской отдельной бригады.
25 мая (7 июня) 1920 года части Русской армии начали наступление на Перекопе при поддержке артиллерии и танков. В этой атаке самое активное участие принял 1‑й Корниловский ударный полк. В результате укреплённые линии советских войск были прорваны, и армия Врангеля двинулась в Северную Таврию.
30 мая (12 июня) Корниловская дивизия (в её составе находился 1‑й Корниловский полк) и 2‑я конная дивизия стремительной атакой захватили Каховку, взяв 1500 пленных.
Приказом Главнокомандующего генерала Врангеля от 8 (21) июня 1920 года № 3310 «в воздаяние беспримерных воинских подвигов храбрости, отменного мужества и беззаветного самоотвержения», проявленных в боях начиная с 25 мая (7 июня), 1‑й, 2‑й и 3‑й Корниловские полки были награждены знамёнами ордена Святителя Николая Чудотворца. Фактически указанные знамёна генерал Врангель вручил полкам в день начала эвакуации из Крыма 31 октября (13 ноября) того же года.
Затем полк участвовал в разгроме сводной конной группы Д. П. Жлобы. Корниловцы встретили атаки советской конницы эффективным ружейным и пулемётным огнём. Кроме того, хорошую поддержку им оказала полевая артиллерия.
С 21 на 22 июня (с 4 на 5 июля) два батальона 1‑го Корниловского ударного полка под командованием полковника Гордеенко занимают поселение Вальдгейм (ныне в составе села Владовка). В результате разгромлены два советских полка, захвачены несколько сот пленных и бронеавтомобиль.
1 (14) июля в ожесточённом бою у поселения Нижний Куркулак полк потерял 61 офицера и 130 ударников — четверть личного состава.
В середине августа 1920 года Корниловскую дивизию срочно перебрасывают в район Каховки, где части Красной армии, переправившись через Днепр, создали хорошо укреплённый плацдарм. На дивизию была возложена основная задача по ликвидации указанной группировки советских войск. В ходе многодневных атак на укрепления противника, корниловцы достигли определённых успехов, однако при этом понесли огромные потери: так, к исходу дня 23 августа (5 сентября) в 1‑м Корниловском ударном полку осталось лишь 107 человек [особенно тяжёлые потери полк понёс 21 августа (3 сентября) при плохо подготовленной атаке около села Любимовка].
После этого части Корниловской дивизии отводятся на отдых и пополнение. 1-й Корниловский ударный полк пополнился в основном за счёт бывших пленных красноармейцев и теперь имел в своём составе более 1500 штыков. 1 (14) сентября состоялся смотр дивизии, устроенный главнокомандующим Русской армией генералом Врангелем.
С целью выхода в тыл Каховского плацдарма, удерживаемого советскими войсками, командование Русской армии спланировало Заднепровскую операцию. Ранним утром 25 сентября (8 октября) 1920 года 1‑й Корниловский полк с боем переправился через Днепр около города Александровска, дав возможность другим частям также начать движение через реку. Затем полк в составе Корниловской дивизии с ежедневными боями дошёл до Никополя. После вынужденного прекращения данной операции дивизию направили для обороны побережья Днепра. 1-й Корниловский полк участвует в кровопролитном ночном бою за село Нижний Рогачик, в котором понёс потери в половину своего личного состава.
В ночь с 25 на 26 октября (с 7 на 8 ноября) полк совместно с другими частями Корниловской дивизии приступил к обороне Перекопского вала. Потом были скоротечные ожесточённые бои на Юшуньских (Ишуньских) позициях. Утром 29 октября (11 ноября), под сильным нажимом противника и получив приказ на отход, крайне ослабленные части Корниловской дивизии стали отступать к станции Юшунь (Ишунь). Оттуда, в связи с осложнившейся обстановкой, дивизия двигалась далее на юг, по дороге Юшунь — Симферополь — Севастополь. Сильно поредевший 1-й Корниловский полк прибыл в Севастополь.
Вечером 1 (14) ноября 1920 года пароход «Саратов» с чинами Корниловской ударной дивизии вышел из Севастополя для эвакуации в Константинополь и далее в Галлиполи.
Эвакуированные из Крыма в ноябре 1920 года в Галлиполи (Турция) малочисленные полки и конный дивизион Корниловской дивизии были сведены в один Корниловский ударный полк. Его командиром назначен генерал-майор Скоблин. Полк состоял из трёх батальонов, командирами которых стали соответственно полковник Гордеенко (1-й батальон), полковник Левитов (2-й батальон) и полковник Щеглов (3-й батальон). В 1921 году Корниловский полк передислоцирован в Болгарию и в 1922 году прекратил своё существование как полноценная воинская часть, оставшись лишь сообществом чинов полка.
В дальнейшем чины полка, разъехавшись и оказавшись в разных странах, поддерживали связь между собой, организовывали встречи, сохраняли исторические реликвии полка, жили с надеждой на возвращение на Родину. В целом ряде стран были образованы местные ячейки (группы) чинов Корниловского полка (позднее они составили Объединение чинов Корниловского ударного полка). Члены групп оказывали материальную поддержку инвалидам и оставшимся без работы чинам полка.
На знаменитом русском кладбище Сент-Женевьев-де-Буа есть участок корниловцев и надгробные памятники чинам Корниловской дивизии.

## Командиры полка

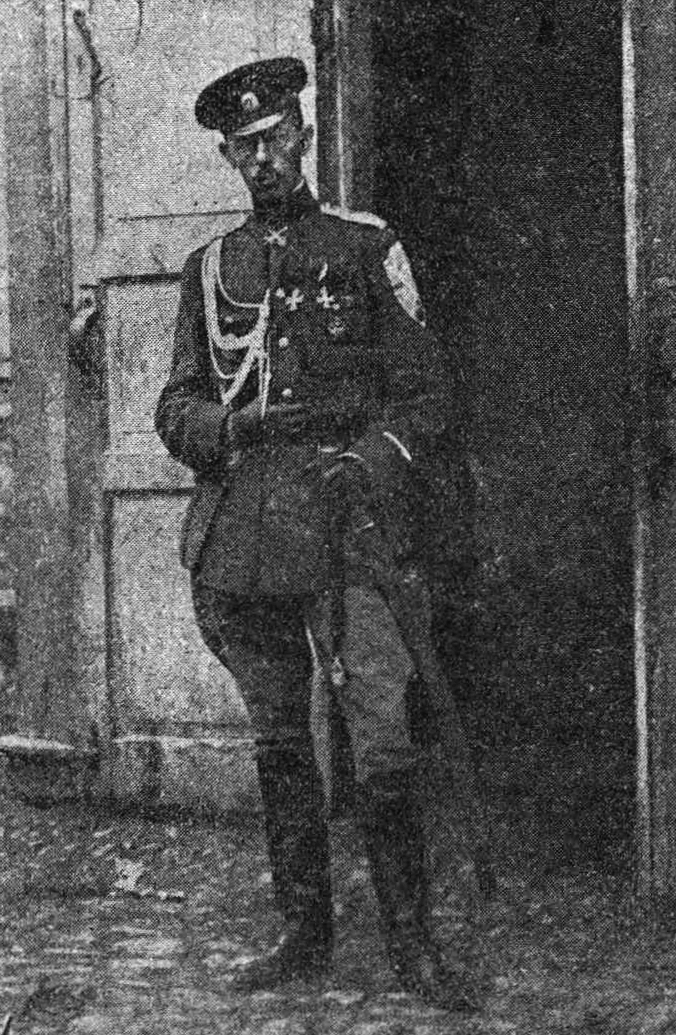
Первый командир Корниловского полка капитан Неженцев,
1917 год

Все даты приводятся по старому стилю.
- 01.08.1917 — 30.03.1918 — Генерального штаба капитан (с декабря 1917 года — полковник) Неженцев, Митрофан Осипович[11];
- 30.03.1918[101] — 12.06.1918 — полковник Кутепов, Александр Павлович;
- 12.06.1918 — 31.10.1918 — полковник Индейкин, Владимир Иванович;
- 31.10.1918 — лето 1919 года — полковник Скоблин, Николай Владимирович;
- лето 1919 года — 14.10.1919 — полковник Пешня, Михаил Александрович;
- 14.10.1919 — 11.1920 (с перерывами) — полковник Гордеенко, Карп Павлович[комм. 18];
- 01.1920 — штабс-капитан (впоследствии — подполковник) Челядинов, Василий Васильевич (врид);
- 01.1920 — 02.1920 — поручик (впоследствии — капитан) Дашкевич, Михаил Никитич (врид);
- 02.1920 — штабс-капитан (впоследствии — подполковник) Ширковский, Дмитрий Иосифович (врид);
- хх.07.1920 — 21.08.1920 — подполковник Дашкевич, Михаил Никитич (врид);
- 08.1920 — подполковник Челядинов, Василий Васильевич (врид);
- с 11.1920 — генерал-майор Скоблин, Николай Владимирович[комм. 19][6][9][96].

## Форма, знаки различия и знамёна

Корниловцы. На рукавах мундиров видны знаки числа ранений

В июне 1917 года на смотре ударного отряда, проведённого генералом Корниловым, его чины носили стальные каски французского образца, чёрно-красные погоны и ставшую впоследствии знаменитой корниловскую нарукавную эмблему. 27 августа (9 сентября) 1917 года капитан Неженцев представил Верховному главнокомандующему генералу Корнилову на утверждение проект формы Корниловского ударного полка, которую к тому времени уже фактически носили его чины.
Описание формы Корниловского ударного полка, утверждённое генералом Корниловым 31 августа (13 сентября) 1917 года:

Во изменение формы пехотных полков 

1. Форма Г.г. [господ] офицеров. Прибор белый. 

а) Фуражка с белым кантом, вместо кокарды — череп. 

б) Зимняя чёрная фуражка с белым кантом, околыш — верхняя половина чёрная, нижняя красная. 

в) Каска — вместо орла — череп. 

г) Китель с белым кантом. 

д) Брюки [с белым кантом]. 

е) Погоны с серебряным галуном, чёрной выпушкой и чёрно-красным просветом: на погоне буква «К» и череп с костями по цвету прибора. <…> 

ж) Офицерские петлицы — верхняя половина чёрная, нижняя красная. Петлицы с белым кантом. 

2. ФОРМА СОЛДАТ. 

а) Фуражка защитного цвета, вместо кокарды — череп. 

6) Каска [защитного цвета, вместо кокарды — череп]. 

в) Погоны — из двух половин — верхняя чёрная с черепом, нижняя красная с буквой «К». <…> 

г) Петлицы на шинелях — по образцу офицерскому. 

ЭМБЛЕМА КОРНИЛОВЦЕВ <…> 

Эмблема носится на левом рукаве, на два пальца ниже погона. <…>
Командир Корниловского ударного полка Генерального штаба капитан Неженцев

Полковой адъютант поручик князь Ухтомский— 
Для Корниловского полка с момента формирования летом 1917 года были характерны двухцветные (чёрного и красного цветов) элементы униформы: погоны, петлицы, фуражки. Вместо обычной кокарды на фуражках первоначально помещался череп со скрещёнными костями («адамова голова») — знак готовности умереть и символ «бессмертия» (подобный знак, наряду с литерой «К» — первой буквой фамилии шефа, был и на погонах чинов Корниловского полка). Кроме этого, изображение «адамовой головы» имелось и на касках ударников.
На левом рукаве чины полка носили эмблему в виде светло-синего щитка с белой каймой по краю. На щитке помещались белые: надпись «корниловцы», череп с костями, а также скрещённые мечи; под мечами — красная пылающая «гренада».
Осенью 1917 года, после ареста генерала Корнилова, полк переименовали в 1-й Российский ударный, и полковая нарукавная эмблема была отменена. Вновь стала применяться с декабря того же года при восстановлении полка в Добровольческой армии (по другим данным, все прежние знаки различия, включая нарукавные эмблемы, сохранялись за полком даже после его переименования в сентябре 1917 года).
На правом рукаве полагался красно-чёрный шеврон ударных частей русской армии.
После восстановления Корниловского полка в составе Добровольческой армии для всех его чинов на левом рукаве полагалось носить особый знак — угол из ленты национальных цветов — бело-сине-красный шеврон. Этот шеврон являлся символом борьбы за «Единую Неделимую Великую Россию» и был знаком Добровольческой армии. Помимо этого, во время 1-го Кубанского похода генерал Корнилов приказал чинам Добровольческой армии нашить полоски белого цвета на папахи и фуражки (делалось для того, чтобы отличаться от солдат советских войск, носивших тогда практически идентичную с ними форму — форму бывшей русской армии).
В годы Гражданской войны в России офицеры корниловских частей чаще всего носили чёрную гимнастёрку с белым кантом на грудном разрезе (планке), обшлагах рукавов и иногда на клапанах нагрудных карманов. Их погоны остались прежними, как и в 1917 году — с серебряным галуном, но с белой выпушкой и серебряной шефской литерой «К» (без черепа), просветы погон — чёрно-красные. Офицерские шаровары были чёрные, типа галифе, с белым кантом. Фуражка имела красный верх (тулью) и чёрный околыш с белыми выпушками, чёрным козырьком и офицерской кокардой. Походные погоны — такие же, как и у ударников, которые продолжали носить чёрно-красные погоны с белой выпушкой и без черепа (иногда с шефской литерой «К»). Фуражки рядовых и унтер-офицеров тоже изменились: теперь они чаще носили бескозырки чёрно-красного цвета с двумя белыми выпушками и обычной солдатской кокардой вместо кокарды с черепом. Шинели были общеармейского образца (в дальнейшем для солдат и офицеров полка их планировали заменить на шинели чёрного цвета). Петлицы на шинелях остались прежними — чёрно-красными с белой выпушкой, пуговицы — серебряного цвета. Многие офицеры и солдаты в 1918—1920 годах продолжали носить красно-чёрный шеврон ударных частей на правом рукаве. Кроме того, в связи с острой нехваткой обмундирования корниловцы часто носили форму защитного цвета, но с соответствующими эмблемами.
В 1931 году в эмиграции учреждён нагрудный полковой знак — серебряный равносторонний крест, покрытый чёрной эмалью, с белой каймой по краям сторон. Крест помещался на знак 1-го Кубанского похода (серебряный терновый венец с положенным на него серебряным с золотой рукоятью мечом). В центре креста находилась полковая эмблема (все изображения на ней — золочёные).
В целом ряде источников упоминается «жетон Корниловского ударного полка», установленный для чинов корниловских частей. Однако существует версия, что эти серебряные жетоны были изготовлены к выставке, посвящённой памяти генерала Корнилова, открывшейся в мае 1919 года в Ростове-на-Дону. Жетоны «Память выставки генерала Корнилова» дочь Л. Г. Корнилова Наталья вручила командующему Добровольческой армией генералу Май-Маевскому, начальнику Ростовского гарнизона генералу Тарасенкову и профессору Гримму. Также данные жетоны поступили в свободную продажу на этой же выставке. Посетившие ростовскую выставку ударники-корниловцы стали постоянно носить приобретённые жетоны на своих мундирах, что со временем и послужило причиной их неправильной атрибуции.
Первым знаменем Корниловского отряда (позднее полка) являлось красно-чёрное полотнище с надписью на верхней красной полосе — «1-й ударный отрядъ», а на нижней чёрной полосе находилось изображение черепа и костей. К навершию крепилась чёрно-красная знамённая лента.
В конце 1917 года для Славянского ударного полка было изготовлено новое знамя. В 1918 году его вручили в Сибири 1-му Чехо-Словацкому ударному батальону, а позже, уже в Чехословакии — Граничарскому батальону № 6 Сибирских ударников.
Весной 1920 года главнокомандующим Русской армией генералом П. Н. Врангелем учреждён орден Святителя Николая Чудотворца. Тогда же генерал Врангель учредил наградные знамёна ордена Святителя Николая Чудотворца, выполненные по образцу русских полковых знамён 1883 года. В июне 1920 года этими знамёнами были награждены 1‑й, 2‑й и 3‑й полки Корниловской дивизии. Однако фактически их вручили только 31 октября (13 ноября) 1920 года в Севастополе перед началом эвакуации из Крыма. Знамёна на лицевой стороне имели изображение иконы Николая Чудотворца и надпись «Верою спасётся Россия»; на оборотной стороне — вензель шефа полка — генерала Корнилова. Навершия знамён представляли собой шар с установленным на нём восьмиконечным православным крестом; к навершию крепился знак ордена Святителя Николая Чудотворца и бело-сине-красные орденские ленты с кистями (кроме этого, древко знамени имело металлическую скобу с выгравированной надписью о пожаловании знамени).
Весной 2012 года в Париже вдова внука генерала Корнилова безвозмездно передала представителям России знамя Корниловского ударного полка, которое было с ним в 1-м Кубанском походе. Это знамя пополнило коллекцию знамён Государственного Эрмитажа.
В фондах Центрального музея Вооружённых сил России также хранится линейный (жалонерный) значок с эмблемой полка и римской цифрой «III» 3-го батальона одного из Корниловских полков.

## Вооружение и тактика

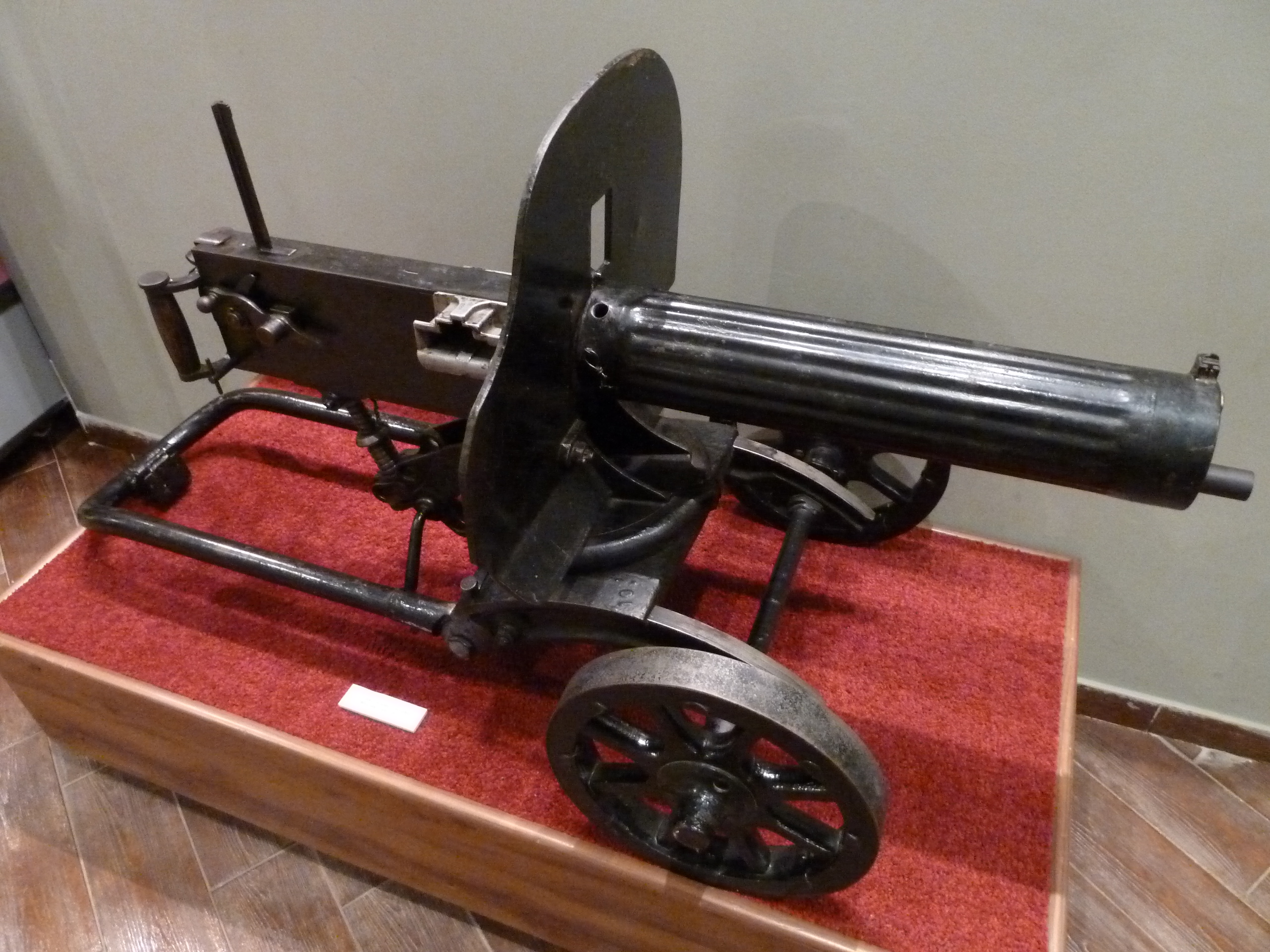
Пулемёт Максим

Главной ударной силой корниловцев с момента создания отряда (позднее полка) являлись пулемёты, находившиеся в составе пулемётных команд (через некоторое время их свели в пулемётную роту). В основном применялись пулемёты системы Максима. В феврале 1918 года, после реорганизации Добровольческой армии, в пулемётной роте Корниловского полка имелось всего 12 действующих пулемётов. В сентябре 1919 года число пулемётов в 1‑м Корниловском ударном полку достигло внушительной цифры — 120 единиц. При этом средства усиления — артиллерия, бронеавтомобили, бронепоезда и танки — зачастую придавались именно 1‑му Корниловскому полку, так как ему поручались самые важные боевые задачи.

## Марш Корниловского полка
Марш Корниловского полка («Марш корниловцев») известен также под названиями «Гимн корниловцев» и «Гимн-марш Корниловского ударного полка». Считается, что текст марша написан в начале 1918 года прапорщиком Корниловского ударного полка А. П. Кривошеевым, музыка создана капитаном Игнатьевым на мотив сербской песни «Кто свою отчизну любит». Первоначально в тексте марша было пять куплетов, затем к ним добавлялись новые. В свою очередь, второй куплет оригинального текста А. П. Кривошеева со временем пропускался либо первые две его строки заменялись другими словами. Существуют и иные вариации слов марша.
Марш корниловцев

Пусть вокруг одно глумленье,

Клевета и гнёт,

Нас, корниловцев, презренье

Черни не убьёт!

Припев:

Вперёд на бой, вперёд на бой,

На бой, открытый бой!

Мы былого не жалеем,

Царь нам не кумир.

Мы одну мечту лелеем:

Дать России мир.

Припев

Верим мы: близка развязка

С чарами врага,

Упадёт с очей повязка

У России, да!

Припев

Русь поймёт, кто ей изменник,

В чём её недуг,

И что в Быхове не пленник

Был, а — верный друг.

Припев

За Россию и свободу

Если в бой зовут,

То корниловцы и в воду

И в огонь пойдут.

Припев
Есть версия, что данную песню генерал Корнилов услышал во время 1-го Кубанского похода. По просьбе генерала ему записали текст песни. После гибели Л. Г. Корнилова листок со словами был найден в его нагрудном кармане, и в дальнейшем песня на слова А. П. Кривошеева стала официальным маршем Корниловского полка.

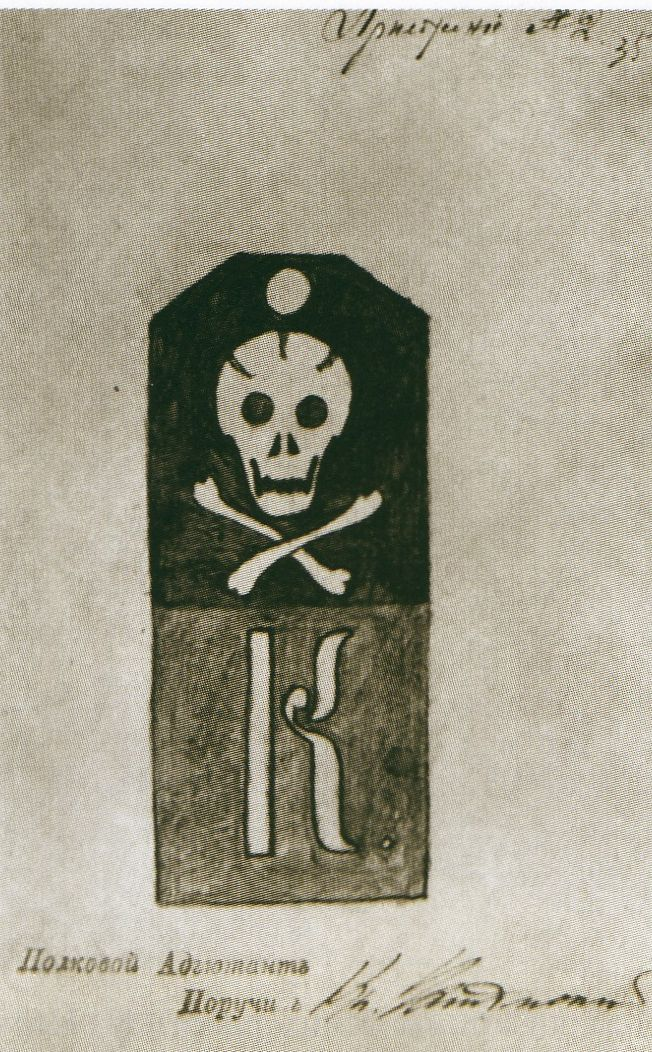
Проект погона рядового Корниловского ударного полка, 1917 год
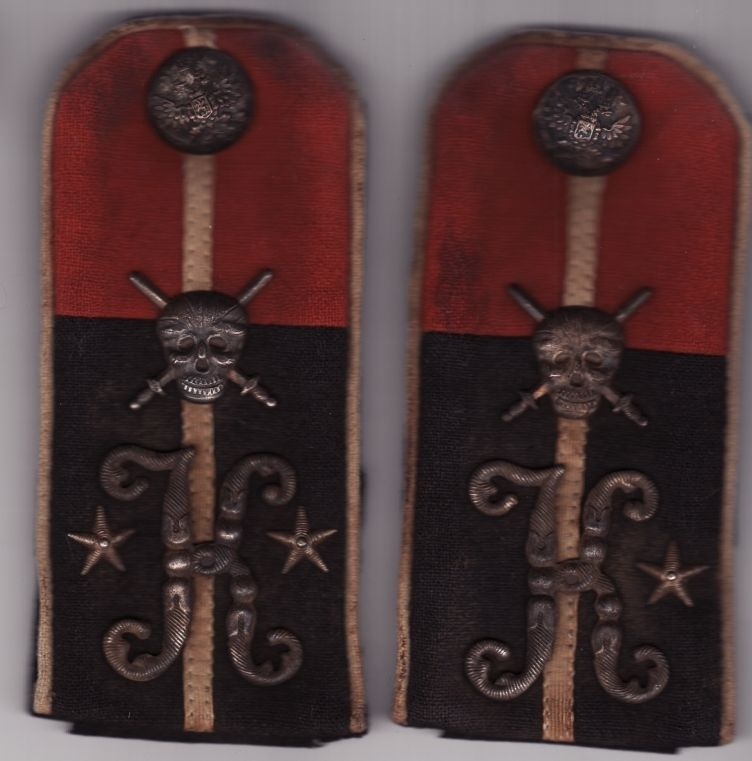
Погоны подпоручика Корниловского ударного полка (на правом погоне одна из звёздочек утеряна)
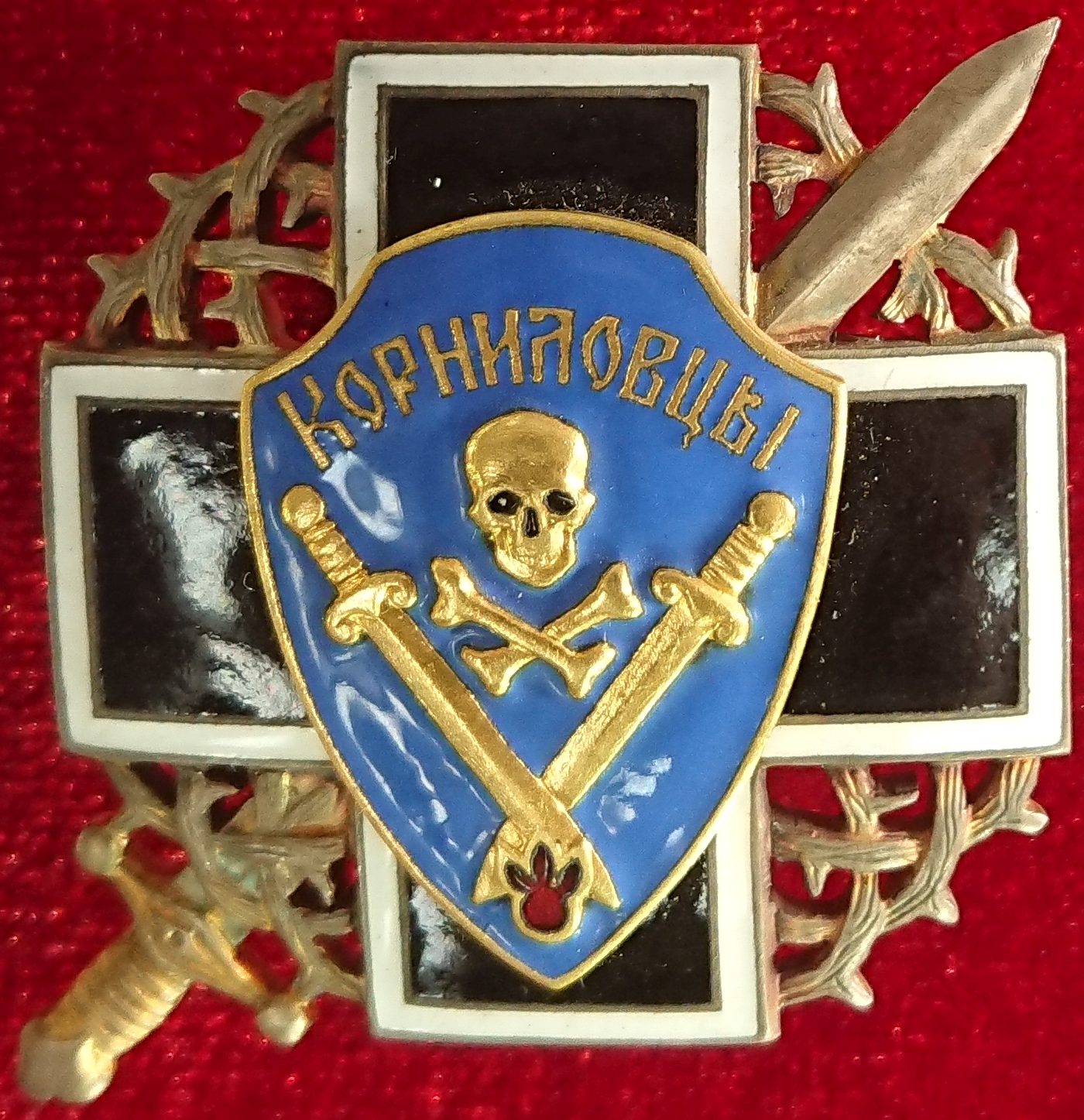
Нагрудный знак Корниловского полка (учреждён в 1931 году)
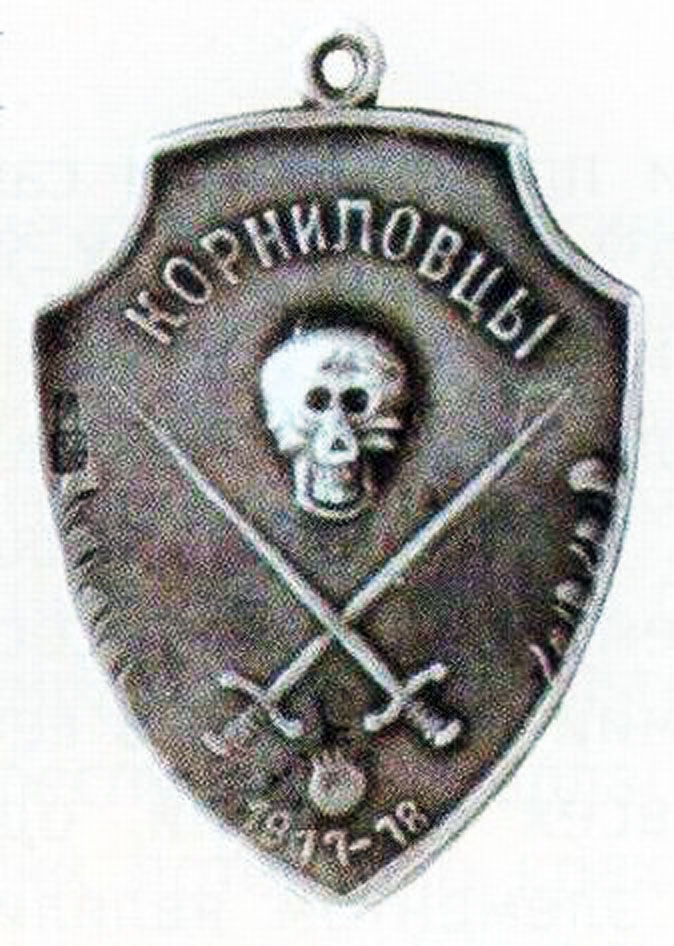
Жетон «Память выставки генерала Корнилова»,
1919 год[107][108]
Елена — одна из сестёр милосердия Корниловского ударного полка
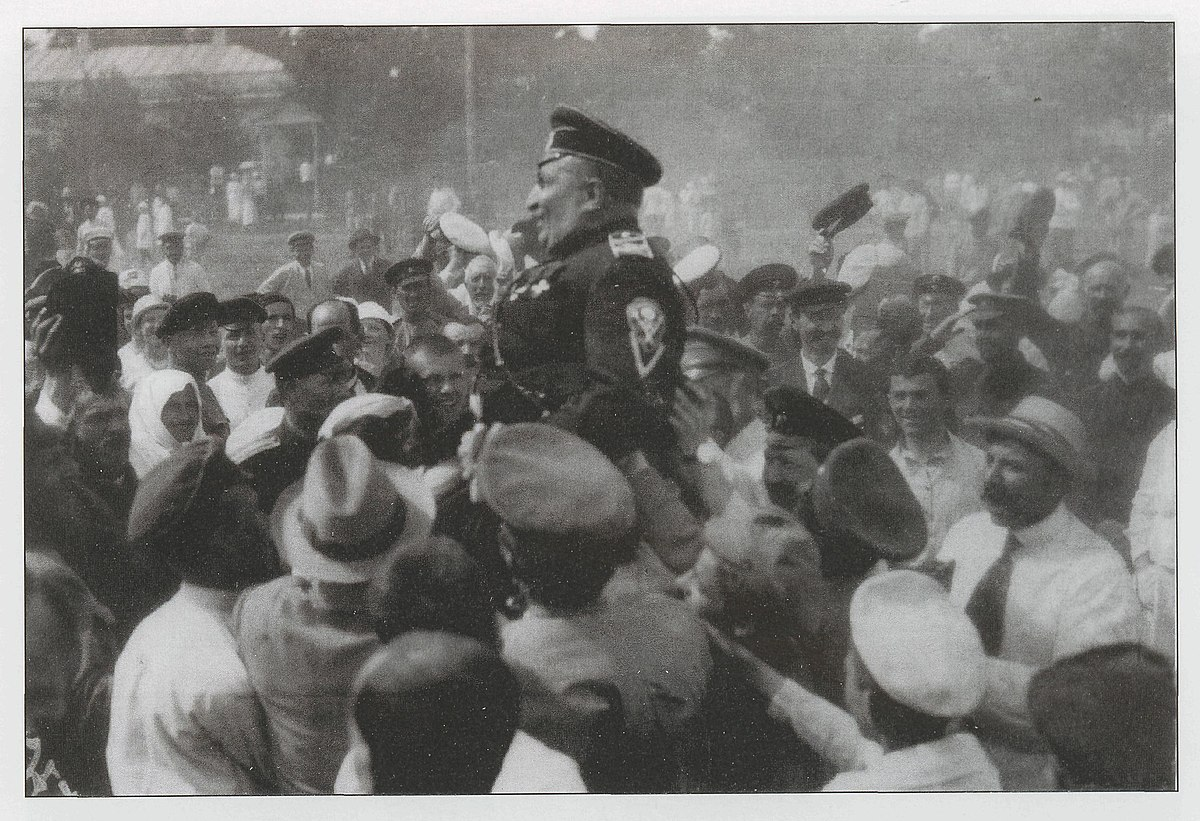
Генерал Май-Маевский в форме Корниловского полка среди населения только что взятой Добровольческой армией Полтавы, июль 1919 года
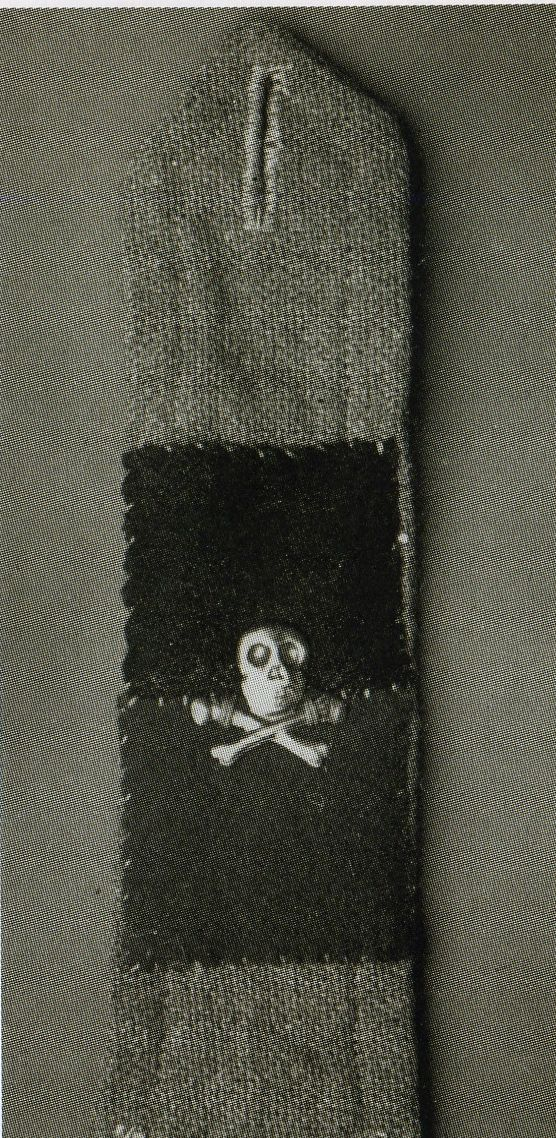
Самодельный погон рядового Корниловского полка
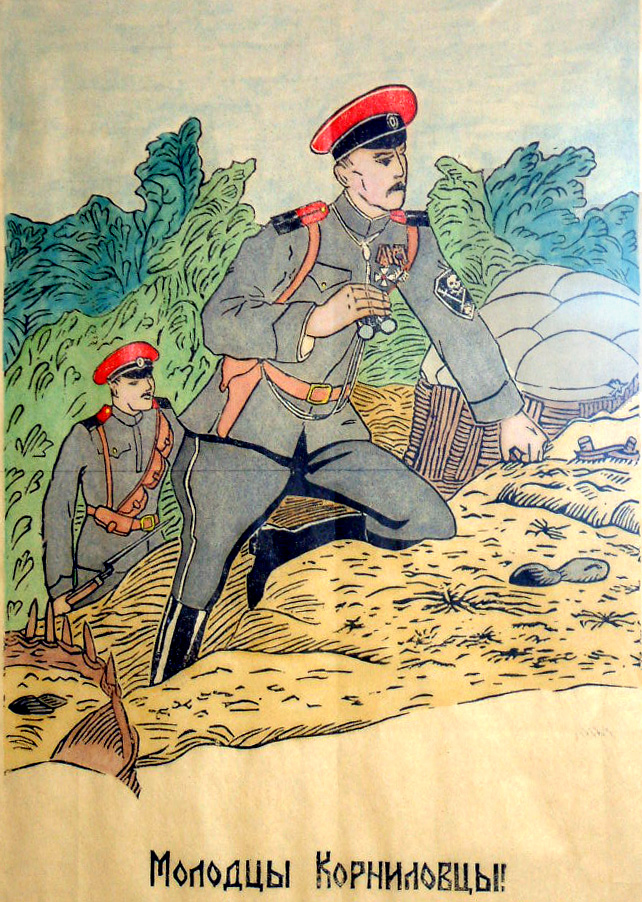
«Молодцы корниловцы!». Агитационный плакат Харьковского отделения ОСВАГ, 1919 год
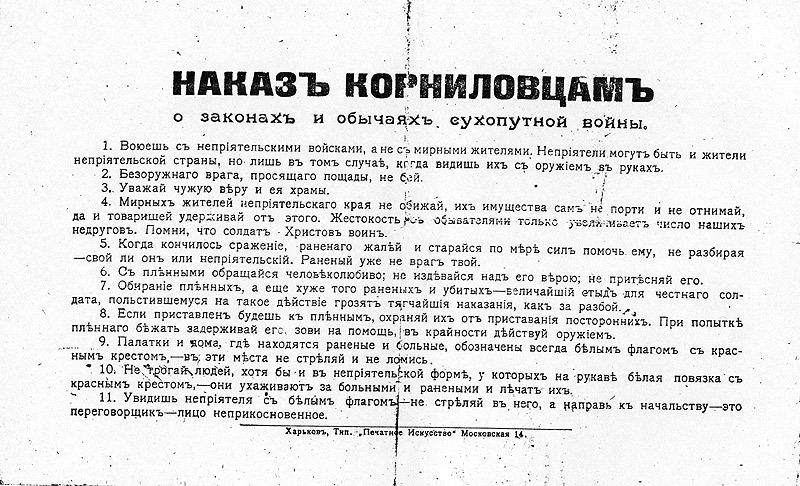
Наказ корниловцам, 1919 год
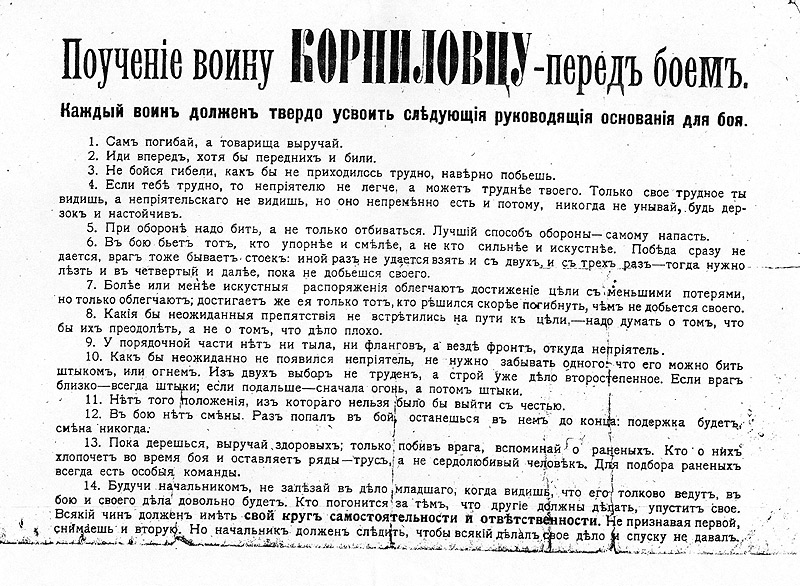
Поучение воину-корниловцу перед боем
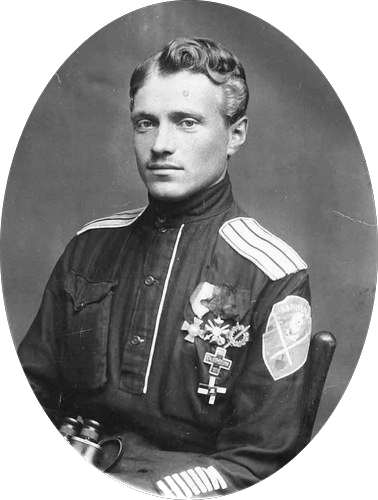
Полковник Левитов в форме Корниловского полка, 1920-е годы
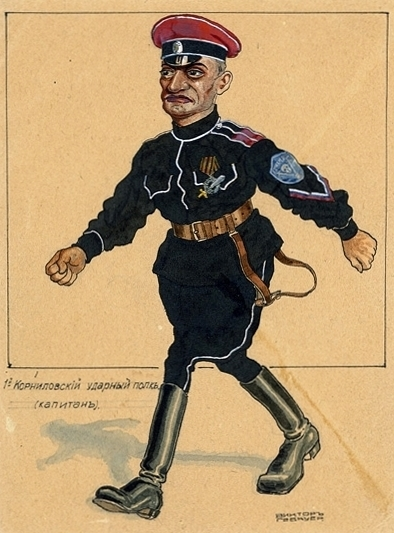
Капитан 1-го Корниловского ударного полка. Шарж художника Виктора Гебауера

## Комментарии
1. ↑  По другим данным, 14 (27) июня (см. Татаров Б. Чехословацкие корниловцы. 1916—1917 // Старый Цейхгауз : журнал. — № 4. — 2009. — С. 76—82).
2. ↑  Есть версия, что эту контратаку провёл батальон из состава ганноверской 20-й «Стальной» дивизии германской армии, которая была переброшена в Галицию летом 1917 года (см. Татаров Б. Чехословацкие корниловцы. 1916—1917 // Старый Цейхгауз : журнал. — № 4. — 2009. — С. 76—82).
3. ↑  Также в истории отряда был и такой случай: спустя некоторое время после боя под Ямницей и Павельче часть ударников 2-го батальона заявила о необходимости роспуска ударного отряда, так как он создавался, по их мнению, лишь для единичного прорыва фронта. Затем они покинули отряд вместе с командиром 2-го батальона (см. Татаров Б. Чехословацкие корниловцы. 1916—1917 // Старый Цейхгауз : журнал. — № 4. — 2009. — С. 76—82).
4. ↑  При этом первоначально предполагалось, что Славянский ударный полк будет наполовину состоять из чехов и словаков, а все «неблагонадёжные элементы» из полка следовало удалить. Фактически в полку имелось лишь две чехословацкие роты (250 солдат и офицеров), кроме этого, некоторое число чехов состояло в других подразделениях полка.
5. ↑  Сперва воссозданный полк получил наименование Славянский Корниловский ударный полк, через некоторое время ему было возвращено изначальное название — Корниловский ударный полк.
6. ↑  По другим данным, этой ротой тогда командовал капитан Минервин.
7. ↑  По другим данным, фамилия командира 10-й роты была Мымыкин.
8. ↑  По воспоминаниям генерала Богаевского, полковник Неженцев погиб ещё 29 марта (11 апреля) 1918 года.
9. ↑  В ноябре 1917 года была введена официальная запись в Алексеевскую организацию (с конца декабря 1917 года — Добровольческая армия). Все прибывшие регистрировались в Бюро записи организации, подписывая особые записки, содержавшие обязательство служить на срок в 4 месяца. Первый период контракта для добровольцев закончился в мае, второй — в сентябре, третий — в декабре 1918 года. В октябре 1918 года был издан приказ о призыве в Добровольческую армию всех офицеров до 40 лет, а в декабре того же года четырёхмесячные контракты окончательно упразднили.
10. ↑  Кроме этого, в конце сентября 1918 года в Корниловском полку из-за предательства одного из офицеров произошла трагедия — на подразделения полка, вышедшие рано утром на учебные занятия, внезапно с тыла напал отряд красных. В результате разгоревшейся схватки было убито и ранено 514 корниловцев.
11. ↑  Помимо Латышской дивизии в Ударную группу вошли Отдельная стрелковая бригада (командир — П. А. Павлов) и Отдельная кавалерийская бригада Червонного казачества (командир — В. М. Примаков). Командовал Ударной группой начальник Латышской стрелковой дивизии А. А. Мартусевич.
12. ↑  В январе 1920 года Добровольческая армия, понёсшая большие потери, была преобразована в Добровольческий корпус (в апреле 1920 года переформирован в 1‑й армейский корпус).
13. ↑  Во время эвакуации из Новороссийска 2-й батальон 1-го Корниловского полка прикрывал погрузку на корабли, находясь на окраине города.
14. ↑  28 апреля (11 мая) 1920 года Вооружённые силы на Юге России (ВСЮР) были переименованы в Русскую армию. При этом вплоть до осени 1920 года параллельно использовалось и прежнее название.
15. ↑  В приказе эти полки именовались как 1‑й, 2‑й и 3‑й ударные Генерала Корнилова полки.
16. ↑  Заднепровская операция была прекращена по ряду причин: заключение перемирия между Советской Россией и Польшей, результатом которого стала начавшаяся переброска частей Красной армии с советско-польского фронта на юг; неудачные действия войск Русской армии на правом берегу Днепра; успешный рейд советской кавалерии по тылам армии Врангеля.
17. ↑  Осенью 1925 года в Корниловском полку числилось 1135 человек, в том числе 738 офицеров.
18. ↑  По другим данным, фамилия полковника пишется как Гордиенко.
19. ↑  В Галлиполи 1—3‑й ударные полки и конный дивизион Корниловской дивизии образовали сводный Корниловский ударный полк. Бывший командир 1‑го Корниловского полка полковник Гордеенко принял командование 1‑м батальоном сводного полка.
20. ↑  Нарукавный шеврон ударных частей был установлен приказом Верховного главнокомандующего генерала от кавалерии А. А. Брусилова от 27 июня (10 июля) 1917 года № 547.
21. ↑  По другим данным, указанный батальон из чехословаков именовался как Отдельный ударный батальон.
22. ↑  Для сравнения: с осени 1916 года каждому пехотному либо стрелковому полку русской армии по штату были положены две пулемётные команды с 12 пулемётами системы Максима в каждой команде, кроме того, некоторым полкам дополнительно придавалась одна пулемётная команда с 8 пулемётами системы Кольта (суммарно — 32 пулемёта).
23. ↑  Например, добавлялся такой куплет:
Загремит колоколами

Древняя Москва,

И войдут в неё рядами

Русские войска!
24. ↑  Впоследствии две первые строки этого куплета были изменены, и он стал исполняться со следующими словами:

Русь могучую жалеем,

Нам она кумир.

Мы одну мечту лелеем:

Дать России мир.